# Hyposmocoma
Hyposmocoma är ett släkte av fjärilar. Hyposmocoma ingår i familjen fransmalar.
Släktets medlemmar är endemiska på Hawaii.
Larven av en hittills obeskriven art i släktet lever i nätet av en spindel. Den söker där efter andra döda insekter eller efter skadade insekter. Även kannibalism mot mindre artfrändern är dokumenterad. Sedan sätter larven oätliga delar av offret på sin kropp så att den inte blir äten av spindeln.

## Dottertaxa tillHyposmocoma, i alfabetisk ordning[1]
- Hyposmochoma abjecta
- Hyposmochoma adelphella
- Hyposmochoma adjacens
- Hyposmochoma admirationis
- Hyposmochoma adolescens
- Hyposmochoma advena
- Hyposmochoma albifrontella
- Hyposmochoma albonivea
- Hyposmochoma alliterata
- Hyposmochoma alticola
- Hyposmochoma anisoplecta
- Hyposmochoma arenella
- Hyposmochoma argentea
- Hyposmochoma argomacha
- Hyposmochoma atrovitella
- Hyposmochoma auripennis
- Hyposmochoma auroargentea
- Hyposmochoma auropurpurea
- Hyposmochoma bacilella
- Hyposmochoma barbata
- Hyposmochoma bella
- Hyposmochoma belophora
- Hyposmochoma bilineata
- Hyposmochoma blackburnii
- Hyposmochoma brevistrigata
- Hyposmochoma butalidella
- Hyposmochoma caecinervis
- Hyposmochoma calva
- Hyposmochoma candidella
- Hyposmochoma canella
- Hyposmochoma carbonenotata
- Hyposmochoma carnea
- Hyposmochoma centralis
- Hyposmochoma centronoma
- Hyposmochoma chilonella
- Hyposmochoma chloraula
- Hyposmochoma cincta
- Hyposmochoma cinereosparsa
- Hyposmochoma commensella
- Hyposmochoma conditella
- Hyposmochoma continuella
- Hyposmochoma corvina
- Hyposmochoma costimaculata
- Hyposmochoma crossotis
- Hyposmochoma cupreomaculata
- Hyposmochoma diffusella
- Hyposmochoma discella
- Hyposmochoma discolor
- Hyposmochoma divisa
- Hyposmochoma domicolens
- Hyposmochoma dorsella
- Hyposmochoma dubia
- Hyposmochoma emendata
- Hyposmochoma empedota
- Hyposmochoma endryas
- Hyposmochoma enixa
- Hyposmochoma ensifer
- Hyposmochoma epicharis
- Hyposmochoma erismatias
- Hyposmochoma evanescens
- Hyposmochoma exornata
- Hyposmochoma fallacella
- Hyposmochoma falsimella
- Hyposmochoma ferricolor
- Hyposmochoma fervida
- Hyposmochoma filicivora
- Hyposmochoma flavicosta
- Hyposmochoma fractinubella
- Hyposmochoma fractistriata
- Hyposmochoma fractivittella
- Hyposmochoma fulvida
- Hyposmochoma fulvocervina
- Hyposmochoma fuscopurpurea
- Hyposmochoma fuscotogata
- Hyposmochoma geminella
- Hyposmochoma genitalis
- Hyposmochoma haleakalae
- Hyposmochoma hemicasis
- Hyposmochoma humerovittella
- Hyposmochoma hygroscopa
- Hyposmochoma illuminata
- Hyposmochoma impunctata
- Hyposmochoma indicella
- Hyposmochoma inflexa
- Hyposmochoma insinuatrix
- Hyposmochoma intermixta
- Hyposmochoma inversella
- Hyposmochoma iodes
- Hyposmochoma irregularis
- Hyposmochoma jugifera
- Hyposmochoma lacertella
- Hyposmochoma lactea
- Hyposmochoma lacticretella
- Hyposmochoma latiflua
- Hyposmochoma lebetella
- Hyposmochoma leporella
- Hyposmochoma limata
- Hyposmochoma lineata
- Hyposmochoma liturata
- Hyposmochoma lixiviella
- Hyposmochoma longitudinalia
- Hyposmochoma lucifer
- Hyposmochoma ludificata
- Hyposmochoma lugens
- Hyposmochoma lunifer
- Hyposmochoma lupella
- Hyposmochoma maestella
- Hyposmochoma malacopa
- Hyposmochoma malornata
- Hyposmochoma mediella
- Hyposmochoma mediospurcata
- Hyposmochoma mesorectis
- Hyposmochoma metallica
- Hyposmochoma metrosiderella
- Hyposmochoma mimema
- Hyposmochoma mimica
- Hyposmochoma modesta
- Hyposmochoma montivolans
- Hyposmochoma mystodoxa
- Hyposmochoma nebulifera
- Hyposmochoma nephelodes
- Hyposmochoma niger
- Hyposmochoma nigralbida
- Hyposmochoma nigrescens
- Hyposmochoma nigrodentata
- Hyposmochoma nipholoncha
- Hyposmochoma niveiceps
- Hyposmochoma nividorsella
- Hyposmochoma notabilis
- Hyposmochoma numida
- Hyposmochoma obliterata
- Hyposmochoma obscura
- Hyposmochoma ocellata
- Hyposmochoma ochreocervina
- Hyposmochoma ochreociliata
- Hyposmochoma ochreovittella
- Hyposmochoma oculifera
- Hyposmochoma ossea
- Hyposmochoma oxypetra
- Hyposmochoma pallidipalpis
- Hyposmochoma palmivora
- Hyposmochoma paradoxa
- Hyposmochoma parda
- Hyposmochoma partita
- Hyposmochoma patriciella
- Hyposmochoma percondita
- Hyposmochoma persimilis
- Hyposmochoma petroscia
- Hyposmochoma phalacra
- Hyposmochoma phantasmatella
- Hyposmochoma pharsotoma
- Hyposmochoma picticornis
- Hyposmochoma progressa
- Hyposmochoma prophantis
- Hyposmochoma propinqua
- Hyposmochoma pseudolita
- Hyposmochoma pucciniella
- Hyposmochoma punctifumella
- Hyposmochoma punctiplicata
- Hyposmochoma quadripunctata
- Hyposmochoma quadristriata
- Hyposmochoma quinquimaculata
- Hyposmochoma radiatella
- Hyposmochoma rhabdophora
- Hyposmochoma roseofulva
- Hyposmochoma rubescens
- Hyposmochoma rusius
- Hyposmochoma sabulella
- Hyposmochoma saccophora
- Hyposmochoma saliaris
- Hyposmochoma scandens
- Hyposmochoma scepticella
- Hyposmochoma schismatica
- Hyposmochoma scolopax
- Hyposmochoma semifuscata
- Hyposmochoma sideritis
- Hyposmochoma similis
- Hyposmochoma somatodes
- Hyposmochoma stigmatella
- Hyposmochoma straminella
- Hyposmochoma subargentea
- Hyposmochoma subcitrella
- Hyposmochoma subflavidella
- Hyposmochoma sublimata
- Hyposmochoma subnitida
- Hyposmochoma subscolopax
- Hyposmochoma subsericea
- Hyposmochoma sudorella
- Hyposmochoma suffusa
- Hyposmochoma suffusella
- Hyposmochoma syrrhaptes
- Hyposmochoma tarsimaculata
- Hyposmochoma tenuipalpis
- Hyposmochoma tetraonella
- Hyposmochoma thermoxyla
- Hyposmochoma thiatma
- Hyposmochoma thoracella
- Hyposmochoma tomentosa
- Hyposmochoma torella
- Hyposmochoma torquata
- Hyposmochoma tricincta
- Hyposmochoma trilunella
- Hyposmochoma trimaculata
- Hyposmochoma trimelanota
- Hyposmochoma triocellata
- Hyposmochoma tripartita
- Hyposmochoma triptila
- Hyposmochoma trossulella
- Hyposmochoma turdella
- Hyposmochoma unistriata
- Hyposmochoma venosa
- Hyposmochoma vermiculata
- Hyposmochoma vicina
- Hyposmochoma vinicolor
- Hyposmochoma virgata